# Hieroteos (prawosławny patriarcha Antiochii)
Hieroteos (ur. 1800, zm. 1885) – prawosławny patriarcha Antiochii w latach 1850–1885.